# Miloš Šestić
Miloš Šestić (* 8. August 1956 in Milosavci bei Banja Luka, SFR Jugoslawien) ist ein ehemaliger jugoslawischer Fußballspieler.

## Spielerkarriere
Šestić begann seine Profikarriere 1976 bei Roter Stern Belgrad. Bis 1984 gewann er viermal die jugoslawische Meisterschaft und einmal den jugoslawischen Pokal. In seiner Zeit bei Roter Stern wurde er von Nationaltrainer Miljan Miljanić in den Kader für die Weltmeisterschaft 1982 in Spanien berufen, wo Jugoslawien in der Gruppenphase ausschied. Šestić wurde zweimal eingesetzt. Das gleiche Schicksal bekam er bei der Europameisterschaft 1984 in Frankreich zu spüren, als Jugoslawien abermals in der Gruppenphase scheiterte: Šestić spielte wieder zweimal, diesmal erzielte er jedoch ein Tor. Ende 1984 wechselte er nach Griechenland zu Olympiakos Piräus, das er im Sommer 1986 wieder verließ, um in seine Heimat zurückzukehren. Šestić unterschrieb bei Vojvodina Novi Sad. Nach zwei weiteren Jahren ging er zum FK Zemun, von dem er nach einer Saison zum OFK Belgrad wechselte. Seine letzte Station als Profi war der FK Zeleznik.
Šestić war außerdem Mitglied der jugoslawischen Auswahl, die 1980 in Moskau am olympischen Fußballturnier teilnahm und den vierten Platz belegte.

## Erfolge
- Jugoslawischer Meister (4): 1976/77, 1979/80, 1980/81, 1983/84
- Jugoslawischer Pokalsieger: 1982